# NGC 5653
NGC 5653 este o galaxie spirală situată în constelația Boarul. A fost descoperită în 13 martie 1785 de către William Herschel. Se află la o distanță de 48,08 de megaparseci de Pământ.